# DAMAC Heights
DAMAC Heights, ook wel DAMAC Residenze genoemd, is een wolkenkrabber in Dubai Marina, een district in  Dubai, Verenigde Arabische Emiraten. De bouw van de woontoren begon in 2010 en zal in 2016 voltooid worden.

## Ontwerp
DAMAC Heights zal 420 meter hoog worden en een totale oppervlakte hebben van 114.000 vierkante meter. Het zal 85 bovengrondse en 5 ondergrondse verdiepingen tellen. Daarnaast zal het gebouw onder meer een barbecuegebied, een sauna, een gymlokaal, een golfsimulator en een zwembad bevatten. De door Aedas ontworpen woontoren wordt gebouwd door Arabtec.